# UEFA Champions League 2006/07 (1/2 finale) AC Milan - Manchester United
De halve finale tussen AC Milan en Manchester United van de UEFA Champions League 2006/07 werd gespeeld op 2 mei 2007.

## Wedstrijdgegevens
| Datum                | 2 mei 2007                     | 2 mei 2007                     |
| Stadion              | Stadio Giuseppe Meazza, Milaan | Stadio Giuseppe Meazza, Milaan |
| Toeschouwers         | 67.500                         | 67.500                         |
| Scheidsrechter       | Frank De Bleeckere             | Frank De Bleeckere             |
| Assistenten          | Peter Hermans Mark Simons      | Peter Hermans Mark Simons      |
| Vierde man           | Paul Allaerts                  | Paul Allaerts                  |
| Man van de wedstrijd | Clarence Seedorf               | Clarence Seedorf               |
|                      | AC Milan                       | Manchester United              |
| Doelpunten           | 3                              | 0                              |
| Gele kaarten         | 2                              | 1                              |
| Rode kaarten         | 0                              | 0                              |
| Wissels              | 3                              | 1                              |
| Schoten op doel      | 7                              | 2                              |
| Schoten naast doel   | 5                              | 6                              |
| Overtredingen        | 11                             | 21                             |
| Hoekschoppen         | 4                              | 5                              |
| Buitenspel           | 1                              | 2                              |
| Strafschoppen        | 0                              | 0                              |
| Balbezit (tijd)      | 28 min                         | 32 min                         |
| Balbezit (%)         | 47%                            | 53%                            |

| AC Milan | 3-0          | Manchester United |
| 11' Kaká 30' Clarence Seedorf 78' Alberto Gilardino | Goals        | |
| Carlo Ancelotti | Coach        | Alex Ferguson |
| Dida Kacha Kaladze Gennaro Gattuso ( 84') Filippo Inzaghi ( 67') Clarence Seedorf Alessandro Nesta Marek Jankulovski Andrea Pirlo Kaká ( 86') Massimo Ambrosini Massimo Oddo | Opstellingen | Edwin van der Sar Gabriel Heinze Wes Brown Cristiano Ronaldo Wayne Rooney Ryan Giggs Nemanja Vidić Michael Carrick Paul Scholes John O'Shea ( 77') Darren Fletcher |
| Alberto Gilardino ( 67') Cafú ( 84') Giuseppe Favalli ( 86') | Wissels      | Louis Saha ( 77') |
| 75' Massimo Ambrosini 81' Gennaro Gattuso | gele kaarten | 84' Cristiano Ronaldo |